# 김추련
김추련(金秋練, 1946년 ~ 2011년 11월 8일)은 대한민국의 가수이자 영화배우였다. 종교는 개신교이고, 2011년 11월 8일자살 했다. 향년 64세.

## 생애
1967년 연극배우 첫 데뷔하였고 이듬해 1968년 뮤지컬 배우 데뷔하였으며 1970년 영화 《빵간에 산다》의 주연으로 영화배우 데뷔하였다.

## 출연작

### 영화
- 겨울여자
- 빵간에 산다
- 야시
- 밤의찬가
- 흙
- 열애
- 청색시대
- 공방살 화녀
- 소금장수
- 화려한 경험
- 휘청거리는 오후
- 악인의 계곡
- 어느 중년부인의 위기
- 어느 여대생의 고백
- 지붕위의 남자
- 난장이가 쏘아올린 작은 공
- 사후세계
- 헬로 임꺽정
- 은어

## 방송
- 2010년 KBS<아침마당>,<배철수7080>콘서트

## 음악 활동
- 2003년 <영원한사라>타이틀곡으로 음반 발표, 11월 김추련콘서트
- 2004년 8월 김추련 디너쇼

제1집앨범:<영원한사라>,<혼자만의 여행>,<번민>,,그대향한그리움>,< 세상을 사는이유>,<그대떠난 빈가슴에>,<그겨울의 우리 사랑은>,<이쉬움이 있는곳에>
제2집앨범:<인생영화처럼>
제3집앨범: <내연인>,<결혼하고싶어요>